# Beleg van Constantinopel (717-718)
Het Beleg van Constantinopel (717-718) was een beleg van de stad Constantinopel tijdens de Byzantijns-Arabische oorlogen.

## Achtergrond

Het Arabische Rijk op zijn maximum

Het Beleg van Constantinopel (674-678) eindigde met een dertigjaar durende vrede tussen het Byzantijnse Rijk en het Arabische Rijk. Het Arabische Rijk verviel in een twaalf jaar durende burgeroorlog (680-692) en met de afzetting van keizer Justinianus II in 695 verviel het Byzantijnse Rijk in twintig jaar van anarchie (695-717). Na de burgeroorlog hervatte het Arabische Rijk, zijn Islamitische veroveringen. Onder kalief Al-Walid I (705-715) bereikte het Rijk zijn grootste omvang, van de Pyreneeën tot aan de Indus.
Keizer Anastasios II die bewust was van de islamitische dreiging, stuurde een gezant naar de kalief om te horen hoe het zat met de vernieuwing van de Arabische vloot. De informatie was voldoende om de Muren van Constantinopel en zijn eigen vloot te vernieuwen. In 715 pleegde Theodosios III een staatsgreep, het sein voor de nieuwe kalief Suleiman ibn Abd al-Malik om Anatolië binnen te vallen. Begin 716 passeerden ze de Cilicische poort.
Keizer Theodosius startte onderhandelingen met de Bulgaarse khan Tervel, terwijl de Arabische generaal Maslama ibn Abd al-Malik toenadering zocht met de Strategos van het thema Anatolikon, Leo de Isauriër. Leo beloofde Maslama hem te helpen bij het veroveren van Constantinopel. Samen met zijn kompaan Artabasdos kan hij Theodosius overtuigen af te treden. Leo kwam zijn belofte niet na en kroonde zichzelf als keizer van een nieuwe dynastie.

## Het Beleg

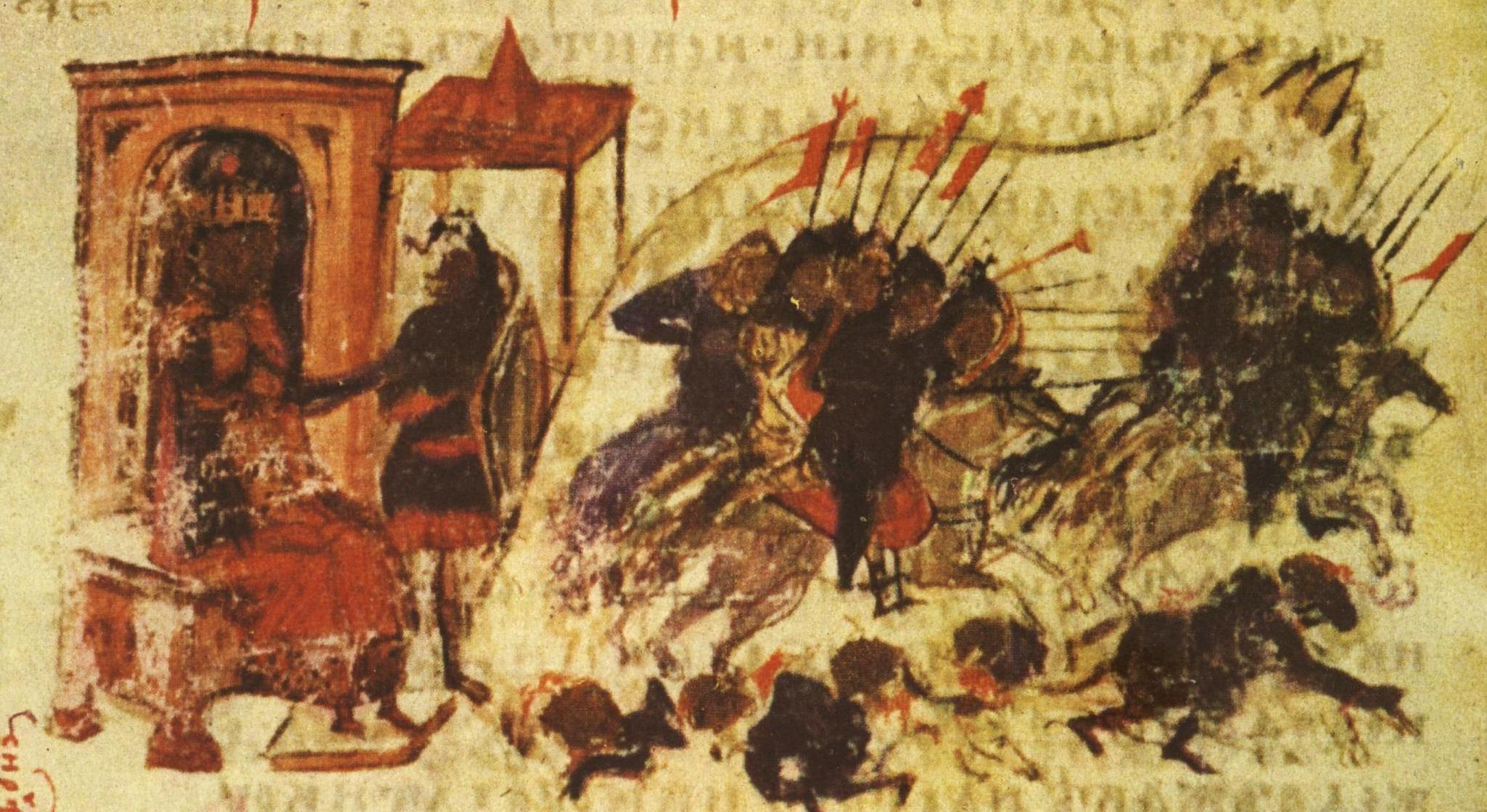
Beleg zoals beschreven in de Constantine Manasses

In tegenstelling met het beleg van 674-678, vond het beleg van 717-718 voornamelijk via land plaats. Met een enorm groot leger van 120 000 man sterk en een vloot van 1800 schepen viel Maslama de stad aan. In het begin van de zomer 717, stak Maslama met zijn leger de Dardanellen over en belegerde Constantinopel van land en zee. Zijn marine, werd  al snel gedecimeerd door het gebruik van het Grieks vuur. De muren van Constantinopel weerstonden de aanvallen van zijn leger en Maslama was verplicht te overwinteren, in een winter die dat jaar bijzonder hevig was. Alhoewel Maslama enorme voorraden mee had gebracht, waren die door allerlei omstandigheden, onvoldoende. Het leger begon aan de kou, honger en ziekte te lijden. In het voorjaar, kregen de troepen versterkingen van twee grote vloten uit Egypte en Ifriqiya, maar een groot deel van hun bemanningen, die vooral uit christenen bestonden, liepen over naar de Byzantijnen. Leo wist de vloot te vernietigen of te kapen. Gesteund door de Bulgaren, versloegen de Byzantijnen het Arabische leger in Klein-Azië. Het beleg had duidelijk gefaald, en de nieuwe kalief, Omar II (717-720), beval Maslama terug te trekken. Op 15 augustus 718, na dertien maanden van beleg, vertrokken de Arabieren.

## Gevolgen
De mislukking van het beleg verzwakte het Kalifaat van de Omajjaden. Volgens historicus Bernard Lewis was: "Het falen een enorme tegenslag voor Omajjaden. De financiële druk van het uitrusten en onderhouden van de expeditie leidde tot een verslechtering van de fiscale en financiële situatie, die reeds precair was. Met de vernietiging van de vloot en het Syrische leger, verloor het regime een van de belangrijkste pijlers van hun macht". Kalief Omar trok, tegen het advies van zijn legerleiding, de meeste van zijn Arabische garnizoenen terug uit de Byzantijnse grensstreek. Enkel de strategische plaats Mopsuestia behield hij ter verdediging van de stad Antiochië.